# Lac Ashi
Le lac Ashi (芦ノ湖, Ashino-ko) est un lac de cratère japonais à Hakone, dans la préfecture de Kanagawa.
Le lac, de 21 km de circonférence, se situe au sein d'un volcan, le Hakone, et s'est formé il y a environ 3 000 ans à la suite d'une explosion phréatique qui fit s'effondrer une partie du mont Kami, creusant les gorges du fleuve Haya et le lac Ashi.

## Tourisme
C'est l'un des principaux sites touristiques de Hakone, notamment grâce à sa vue sur le mont Fuji qui se reflète dans ses eaux, et par ses croisières :
- les croisières Hakone-Kankosen, desservant Hakonemachi, Moto-Hakone et Tōgendai (réseau Hakone Tozan, connexion possible avec le funitel de Hakone)[2] ;
- les croisières Ashinoko-Yuransen, desservant le check-point Hakone-Sekisho-ato, Moto-Hakone, le parc Hakone-en et Kojiri (réseau Izuhakone).

Un des torii du Hakone-jinja, fondé en 757, se trouve au sud-est du lac.
Il est aussi connu pour être le lac au bord duquel se situe Tokyo-3 dans le dessin animé Neon Genesis Evangelion, ce qui en fait un lieu incontournable pour tous les fans de la série.

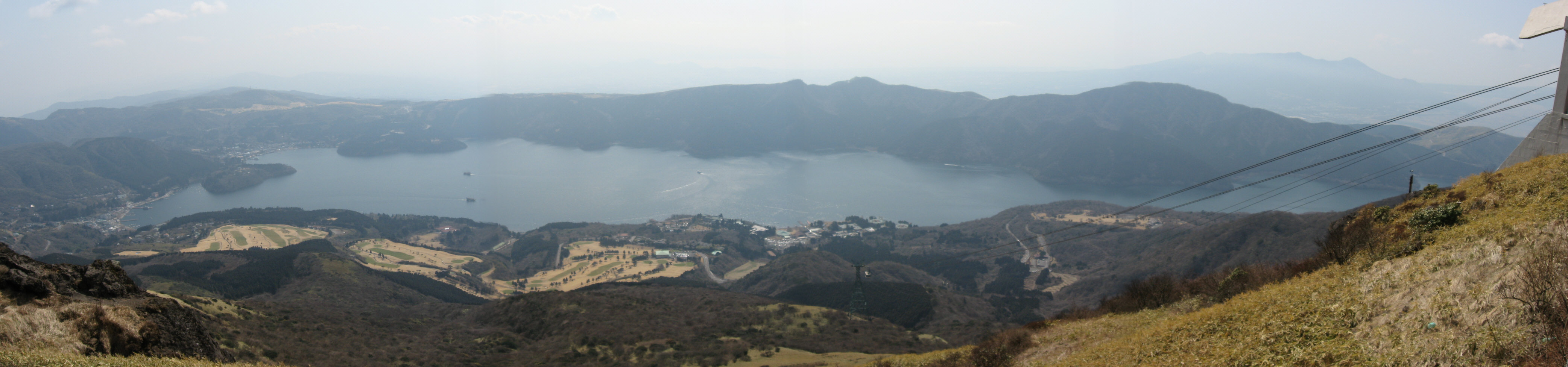
Lac Ashi vu de Komagatake.
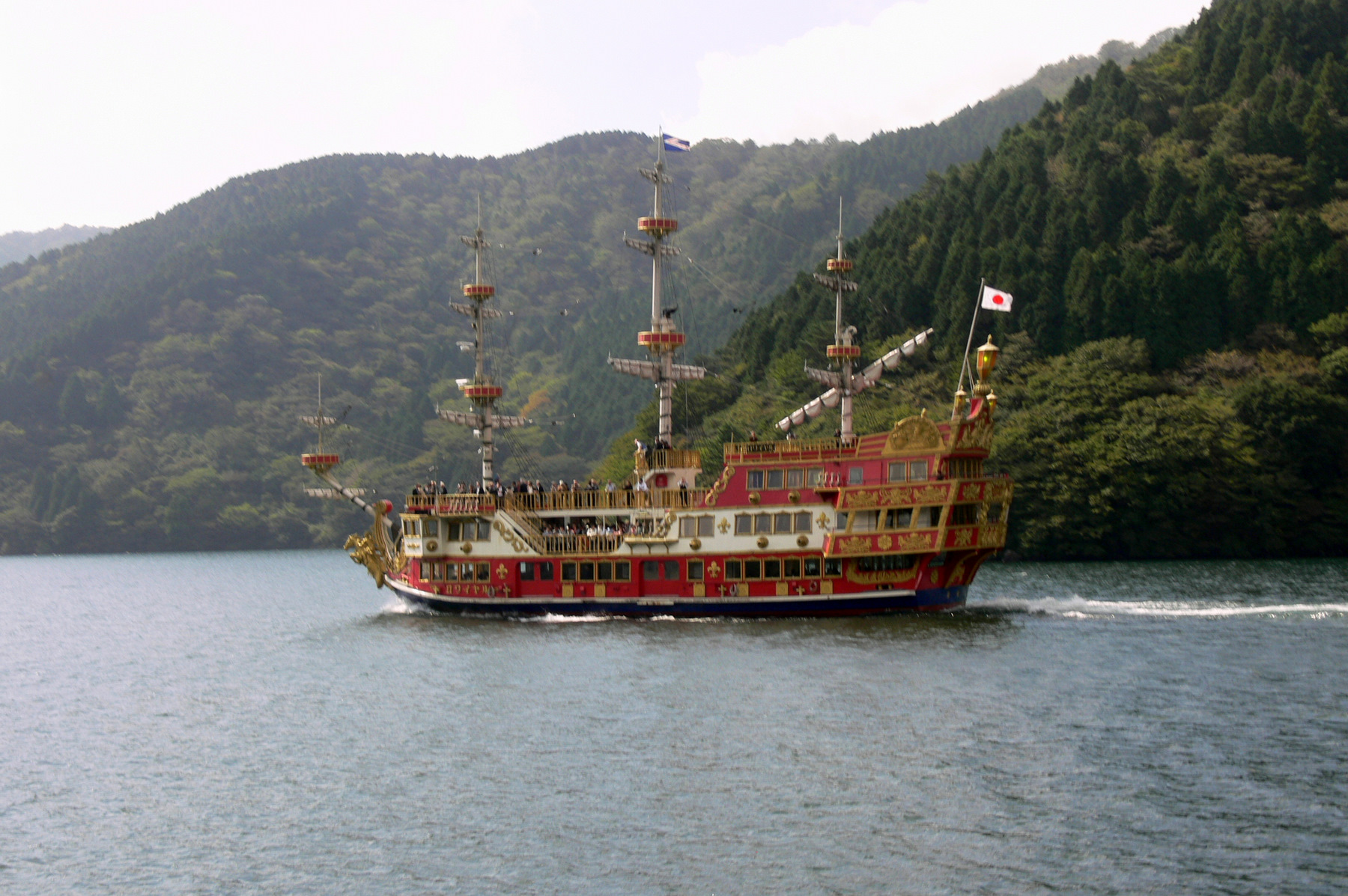
Bateau sur le lac Ashi.
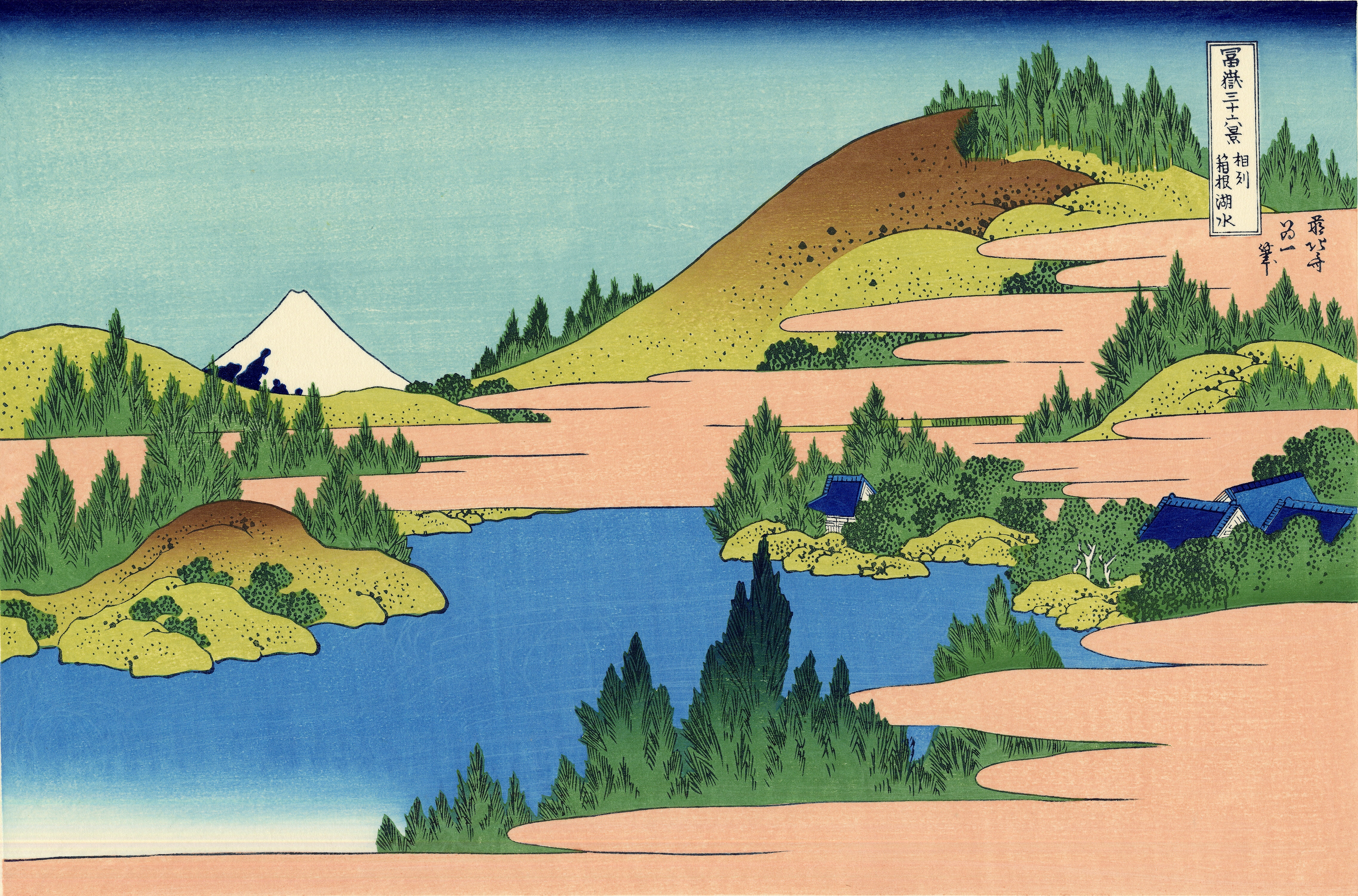
Hokusai.
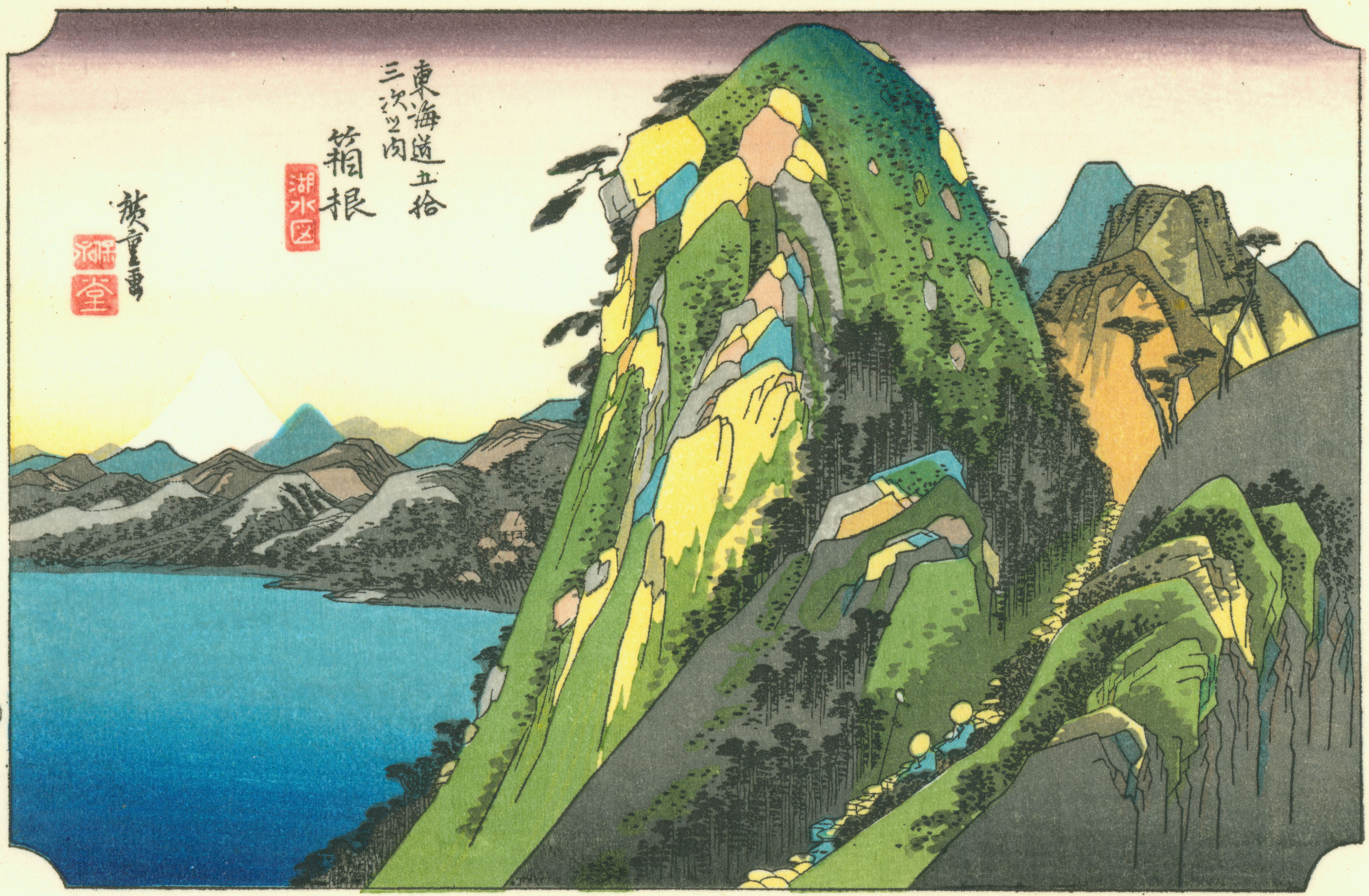
Hiroshige.